# Vassouras
Vassouras – miasto i gmina w Brazylii, w stanie Rio de Janeiro. Znajduje się w mezoregionie Metropolitana do Rio de Janeiro i mikroregionie Vassouras.